# Eutelsat 16A
Eutelsat 16A (он же Eutelsat W3C) — коммерческий геостационарный телекоммуникационный спутник, принадлежащий французскому спутниковому оператору Eutelsat. Запущен 7 октября 2011 года с целью замены прежних телекоммуникационных спутников Eutelsat, работавших на орбите в точке стояния 16° д.в.. Обеспечивает спутниковое телевизионное вещание и Интернет-услуги на Центральную и Восточную Европу, а также Западную, Центральную и Юго-Восточную Африку и на острова в западной части Индийского океана.

## Запуск и функционирование
Спутник Eutelsat 16A был запущен 7 октября 2011 года в 8:21 по всемирному координированному времени с космодрома Сичан: выведен на геостационарную орбиту китайской ракетой-носителем Чанчжэн-3B/E. Запуск этого спутника был связан с утерей спутника Eutelsat W3B и необходимостью сохранения эфирного вещания: изначально W3C планировали запустить в феврале 2010 года, но поменяли местами время запуска с W3B (отчасти это было связано с землетрясением в Италии, которое нанесло ущерб помещениям завода-производителя). Производители пытались добиться права на использование американских компонентов при сборке, однако получили отказ в связи с законодательными ограничениями США. С 1 марта 2012 года, когда была принята новая система именования спутников, спутник Eutelsat W3C был переименован в Eutelsat 16A.
Спутник обеспечивает вещание бесплатных и платных спутниковых телеканалов на территории Центральной (около 12 млн. абонентов) и Восточной Европы, центральной части Африки (от Сенегала до Мадагаскара) и на островах в Индийском океане (около 500 тысяч абонентов). На своей орбите в точке стояния он выполняет ту же работу, что спутники Eurobird 16, Eutelsat W2M и SESAT 1.

## Характеристики
- Антенны: 3 развёртываемые, 2 фиксированные[1]
- Транспондеры: 53 (Ku-диапазон), 3 (Ka-диапазон)[1]
- Выделенные полосы частот для нисходящих линий: 10,7—11,7 ГГц, 12,5—12,75 ГГц, 21,4—22 ГГц[2]
- Каналов: 50[2]

## Телеканалы
Спутник обеспечивает вещание следующих телеканалов:
- Radio Televizioni Shqiptar (частота 12639 Гц): RTSH 1 Sat, RTSH 3, RTSH Plus, RTSH 24, RTSH Squip, RTSH Muzikë, RTSH Shkollë[8]
- Aljazeera Balkans (частота 11262 Гц)[8]
- / RT France (частота 11356 Гц)[8]
- Румынское телевидение (частота 11512 Гц): TVR 1, TVR 2, TVR 3, TVR Moldova, TVR International, TVR HD[8]
- RTV Slovenija (частота 11637 Гц): TV Slovenija 1, TV Slovenija 2, TV Slovenija 3[8]
- Хорватское радио и телевидение (частота 11637 Гц): HRT 1, HRT 2, HRT 3, HRT 4[8]